# Puncta do medytacji ignacjańskiej
Puncta do medytacji ignacjańskiej – znane też jako wprowadzenie do medytacji ignacjańskiej, to kolejne punkty medytacji, według których podąża medytujący. Każde punctum zawiera inną myśl, którą przygotował sam medytujący w trakcie przygotowania dalszego do medytacji w oparciu o wybrany fragment z Pisma Świętego. Puncta mogą być też podane przez inną osobę. Podczas rekolekcji ignacjańskich często jest to prowadzący te rekolekcje. Przemyślenie każdego z punctów nie jest obowiązkowe, stanowią one tylko propozycje, które mają dać rys modlitwie. Współcześnie słowo puncta zastępowane jest przez punkta lub punkty.